# Veemon
Veemon (ブイモン?, V-mon) è un Digimon di livello intermedio del media franchise giapponese Digimon, che comprende anime, manga, giocattoli, videogiochi, carte collezionabili ed altri media.
"Veemon" è il nome che condividono tutti i membri di questa particolare specie Digimon. Ci sono numerosi Veemon diversi che appaiono in varie serie anime e manga di Digimon.
L'apparizione più conosciuta di Veemon è quella nell'anime Digimon Adventure 02 come Digimon partner di Davis Motomiya.
Il Veemon di Digimon Adventure 02 appare anche in tutti i film relativi alla serie.
È un Digidrago birichino, con alcune caratteristiche fisiche delle lucertole.
Veemon è doppiato in giapponese da Junko Noda e in italiano da Francesco Meoni in Adventure 02 e da Laura Latini nel film.

## Aspetto e caratteristiche
Il nome "Veemon" deriva parzialmente dalla "V", che indica la vittoria, che il Digimon presenta al centro della fronte e dal suffisso "-mon" (abbreviazione di "monster") che tutti i Digimon hanno alla fine del loro nome. "Veemon" significa quindi "mostro della vittoria".
Veemon è una creatura simile ad una lucertola di forma umanoide, alto circa 60 centimetri. Ha per la maggior parte pelle celeste, con ventre e muso bianchi. La testa di Veemon è grossa e approssimativamente sferica, con due appendici coniche che si sviluppano dal retro della testa stessa, fungendo possibilmente da orecchie. Un piccolo corno spunta dove dovrebbe esserci il naso del Digimon. Ha una lunga coda ed il muso a forma di W.
Veemon ha grandi mani a cinque dita con piccoli artigli bianchi, mentre presenta piedi a tre dita con artigli robusti. Il simbolo giallo a forma di V presente tra i suoi due occhi di colore rosso scuro, come già detto, è la caratteristica dalla quale si sviluppa il nome del Digimon. Ha altre due strisce gialle ai lati degli occhi.
Nel doppiaggio italiano, Veemon parla con un tono di voce infantile, quasi piagnucoloso, tono che si differenzia molto da tutte le sue Digievoluzioni, che invece hanno una voce bassa e profonda.
Di tutti i Digimon di Adventure e Adventure 02, Veemon è quello che dimostra la maggiore affinità nel combattimento corpo a corpo, grazie sia ai suoi attacchi che alla sua personalità.

## Apparizioni
Veemon è un personaggio principale di Adventure 02 ed appare anche nei due film dedicati alla serie: Digimon Hurricane Touchdown!!/Supreme Evolution!! The Golden Digimentals e Diaboromon Strikes Back!.
Veemon, così come Hawkmon e Armadillomon, è un Digimon proveniente dall'antichità e che era stato sigillato dal Digimon Supremo Azulongmon per essere risvegliato in tempi di crisi. Veemon viene liberato nel primo episodio di Adventure 02, "Ritorno a Digiworld", quando Davis solleva il Digiuovo del Coraggio.
Durante Adventure 02, Veemon guadagna l'abilità di assumere tre diverse forme di livello armor - una da ogni Digiuovo posseduto dal suo partner umano Davis. Dopo la sconfitta dell'Imperatore Digimon, la forma naturale di livello campione di Veemon, ExVeemon, viene sbloccata, così come, poco dopo, l'abilità della DNAdigievoluzione con Stingmon.
In Diaboromon Strikes Back!, Veemon (nella forma di Imperialdramon) riesce a raggiungere la forma di Imperialdramon Paladin Mode dopo che Omnimon dona il suo potere ad Imperialdramon.
Sembra che nell'episodio "Una difficile Digievoluzione", Veemon si prenda una cotta per Gatomon, il Digimon di Kari, molto probabilmente perché influenzato dalla cotta non così segreta di Davis per Kari. Questa ipotesi si rafforza quando Ken fa un commento riguardo al fatto che Veemon potrebbe provare a far finire Gatomon sotto il vischio quando invita tutti da lui per la festa di Natale.

## Altre forme
Il nome "Veemon" si riferisce solo alla forma di livello intermedio di questo Digimon. Durante la serie, Veemon riesce a digievolvere in un certo numero di forme più potenti, ognuna con nome ed attacchi speciali diversi. Tuttavia, il livello intermedio è la sua forma di preferenza, nonché quella in cui passa la maggior parte del tempo, a causa della più alta quantità di energia richiesta per rimanere ad un livello più alto.
Veemon condivide un'altra DNAdigievoluzione con Wormmon, DinoBeemon, in cui Wormmon è predominante. Questa forma non viene però mostrata nell'anime. Veemon raggiunge anche una quarta Armordigievoluzione, Sagittarimon, che avviene grazie al potere del Digiuovo della Speranza di TK, ma appare solo in uno dei Drama-CD dedicati ad Adventure 02.

### Chibomon
Chibomon (チコモン Chicomon) è la forma di livello primario di Veemon. Il nome "Chibomon" deriva da "chibo", una traslitterazione errata che deriva da quella spagnola "chico", che vuol dire "piccolo ragazzo". È un Digimon blu di forma sferica, con un'appendice blu che si diparte dalla sua testa. Ha occhi rosa ed un muso sinuoso a forma di W.
Chibomon compare quando Paildramon perde così tanta energia che Veemon e Wormmon non sono più in grado di mantenere le loro forme di livello intermedio. Tuttavia, da quando il Digimon megadigievolve Imperialdramon grazie ad uno dei dodici Digicuori Iridescenti di Azulongmon, Veemon riesce a mantenere la sua forma di livello intermedio qualunque sia la quantità di energia persa.

### DemiVeemon
DemiVeemon (チビモン Chibimon) è la forma al livello primo stadio di Veemon. Il nome "DemiVeemon" proviene dalla parola francese "Demi", che indica la metà di qualcosa. Il suo nome originale, Chibimon, viene dalla parola "chibi" ed indica una "piccola persona" o una "persona bassa". DemiVeemon assomiglia ad una versione più graziosa di Veemon. Inoltre gli manca la "V" sulla fronte e non ha niente di vagamente somigliante ad un naso.
Veemon assume questa forma quando torna con Davis nel mondo reale. DemiVeemon appare a volte anche quando Veemon è costretto a dedigievolvere dopo una battaglia particolarmente difficile, come ad esempio quando combatte nei panni di Magnamon.

### ExVeemon
ExVeemon (エクスブイモン XV-mon) è la Digievoluzione naturale al livello campione di Veemon. Il nome "ExVeemon" deriva dall'aggiunta della "X", che il Digimon ha sul petto, al nome di Veemon. Assomiglia ad un grosso drago celeste con occhi rossi ed un grosso corno sulla fronte, oltre a due ali bianche e una lunga coda.
Dopo la sconfitta dell'Imperatore Digimon e la relativa scomparsa del suo blocco contro la Digievoluzione, Davis prova a far digievolvere Veemon al livello campione tentando di impressionare Kari. Ovviamente, nessuno di questi tentativi ha successo, almeno fin quando Davis non rischia di essere ucciso da un Tortomon e Veemon riesce a digievolvere ExVeemon per salvare la vita del proprio partner. Da quel momento in poi, ExVeemon diviene la forma di combattimento primaria di Veemon finché lui e Stingmon non sbloccano il potere della DNAdigievoluzione.

### Flamedramon
Flamedramon (フレイドラモン Fladramon), "l'Ardore del Coraggio", è la forma che Veemon assume quando armordigievolve usando il Digiuovo del Coraggio. Il nome "Flamedramon" viene dalle parole inglesi "flame", che significa "fiamma", e "dra", abbraviativo per "dragon", che sta ad indicare un Digimon di tipo drago.
Apparentemente, Flamedramon è un tributo ad Agumon e alle sue Digievoluzioni (Greymon, MetalGreymon e WarGreymon).
Flamedramon è la prima Digievoluzione di Veemon, raggiunta praticamente subito dopo la liberazione di Veemon dal sigillo in "Ritorno a Digiworld". La volontà di Davis di proteggere Kari dall'assalto di un Monochromon evoca inizialmente il potere delle Digiuova, permettendo a Veemon di armordigievolvere Flamedramon e distruggere l'Anello del Male di Monochromon.
Dopo che Ken rinuncia al suo alter ego malvagio, Veemon guadagna l'abilità di raggiungere la sua forma naturale al livello campione, ExVeemon. ExVeemon prende quindi il ruolo di forma primaria di combattimento di Veemon e Flamedramon compare solo qualche altra volta.
Flamedramon fa la sua ultima apparizione nell'ultimo episodio di Adventure 02, "Digiworld, dolce Digiworld", quando la squadra viene trasportata in una dimensione dove, secondo Gennai, "i sogni divengono realtà". In questa dimensione Veemon riesce a digievolvere contemporaneamente in tutte le forme guadagnate fino a quel momento (eccetto Magnamon).

### Raidramon
Raidramon (ライドラモン Lighdramon), "il Calore dell'Amicizia" ("la Forza dell'Amicizia" in Digimon - Il film), si forma quando Veemon armordigievolve usando il Digiuovo dell'Amicizia. Il nome "Raidramon" viene dalla parola giapponese "rai", che significa "tuono", e da "dra", abbraviativo per "dragon", che sta ad indicare un Digimon di tipo drago.
Il Digiuovo dell'Amicizia appare per la prima volta durante il combattimento contro MetalGreymon, controllato dall'Imperatore Digimon. Il desiderio di Davis di aiutare i suoi amici permette a Davis di evocare il potere delle Digiuova, permettendo quindi a Veemon di armordigievolvere Raidramon e distruggere la Spirale del Male che controlla MetalGreymon.
Raidramon rappresenta un tributo a Gabumon e alle sue Digievoluzioni (Garurumon, WereGarurumon e MetalGarurumon).
Dopo che Ken rinuncia al suo alter-ego malvagio, Veemon guadagna l'abilità di raggiungere la sua forma naturale al livello campione, ExVeemon. Raidramon non serve più durante i combattimenti, ma la sua velocità lo rende un ottimo mezzo di trasporto.
Raidramon fa la sua ultima apparizione nell'ultimo episodio di Adventure 02, "Digiworld, Dolce Digiworld", quando la squadra viene trasportata in una dimensione dove, secondo Gennai, "i sogni divengono realtà". In questa dimensione Veemon riesce a digievolvere contemporaneamente in tutte le forme guadagnate fino a quel momento (eccetto Magnamon).

### Magnamon
Magnamon (マグナモン), "il Dono dei Miracoli", è la Armordigievoluzione Aurea di Veemon creata dal Digiuovo dei Miracoli. Il nome "Magnamon" viene dalla parola latina "magna", che significa "grande di dimensioni" o, com'è probabile in questo caso, "eccezionale, perfetto".
Magnamon compare per la prima volta durante il regno dell'Imperatore Digimon, quando la creazione dell'Imperatore, Kimeramon, causa distruzione ovunque a Digiworld. Wormmon decide di aiutare i Digiprescelti e conduce Veemon e Davis alla fonte di energia della Fortezza dell'Imperatore. Una volta lì, Davis scopre il Digiuovo dei Miracoli e ne usa i poteri per permettere a Veemon di armordigievolvere Magnamon.
Magnamon è abbastanza potente da combattere Kimeramon, ma alla fine sembra essere sulla via della sconfitta. Wormmon, in un ultimo tentativo di mostrare a Ken Ichijouji gli errori del suo comportamento, riesce a liberare Magnamon sacrificando fino all'ultima stilla di forza vitale. Magnamon, ricaricato di energia dal sacrificio di Wormmon, riesce a distruggere Kimeramon usando il suo Riflesso Aureo.
Magnamon torna anche nel film Digimon Hurricane Touchdown!!/Supreme Evolution!! The Golden Digimentals per aiutare Rapidmon a combattere Kerpymon.

### Paildramon
Paildramon (パイルドラモン) è un Digimon di livello evoluto, DNAdigievoluzione di ExVeemon e Stingmon (forma campione di Wormmon), combinando le caratteristiche e gli attributi di un Digimon drago e di uno insetto. Il nome "Paildramon" viene dalla parola "pail", ovvero la parola inglese "pile" traslitterata in maniera diversa. "Pile" è l'abbreviativo di "pile driver", ovvero "perforatrice, trivellatrice". Deriva anche da "dra", abbraviativo per "dragon", che sta ad indicare un Digimon di tipo drago. Il nome Paildramon può quindi tradursi come "mostro drago perforatore", probabilmente in riferimento alla sua tecnica Fuoco a Ripetizione, che agisce proprio come una perforatrice. Alcune parti riconoscibili di questo Digimon sono le ali, le gambe e la coda di ExVeemon e le mani ed il corpo di Stingmon.
Veemon e Wormmon sono i primi dei Digimon prescelti di seconda generazione a raggiungere la DNAdigievoluzione nell'episodio "L'unione fa la forza". Quando la ex base di Ken minaccia di esplodere, Arakenimon prova a fermare i Digiprescelti con un Okuwamon creato da lei. Ken è disposto a sacrificare la sua vita per rimediare ai danni causati da lui stesso, ma Davis riesce a convincerlo a superare tutto ciò che ha fatto in passato e a continuare a vivere. In quell'istante, quando i cuori di Davis e Ken battono all'unisono, ExVeemon e Stingmon riescono ad unirsi e formare Paildramon.
Paildramon è abbastanza forte da distruggere Okuwamon e fermare la detonazione della base di Ken. Per un po' di tempo, Paildramon è l'unico Digimon di livello evoluto nella squadra dei Digiprescelti ed è un alleato di valore nella loro lotta contro Arakenimon, Mummymon e, successivamente, BlackWarGreymon.

### Imperialdramon
Imperialdramon (インペリアルドラモン ドラゴンモード Imperialdramon Dragon Mode) è la Digievoluzione al livello mega di Paildramon. Il nome "Imperialdramon" deriva dalla parola inglese "imperial", ad evidenziare la maestosità e la grandezza di questo Digimon, e da "dra", abbraviativo per "dragon", che sta ad indicare un Digimon di tipo drago. Per differenziarlo dalle sue altre forme spesso ci si riferisce a lui come Imperialdramon Dragon Mode.
Nella sua Dragon Mode, Imperialdramon si presenta come un enorme drago dalla pelle azzurra di Veemon, coperta quasi del tutto da un'armatura nera con inserti, quali artigli e spuntoni, dorati. Le ali e il muso sono arancioni e gli occhi rossi; sopra la testa di Imperialdramon si trova una cresta di metallo dorata, e dietro il cranio una criniera bianca. In mezzo alle ali si trova il cannone attraverso il quale Imperialdramon spara la sua tecnica Arpione laser.
Nell'episodio "La nascita di Imperialdramon", Paildramon riceve un grande aumento di potere grazie ad uno dei dodici Digicuori Iridescenti di Azulongmon. Ciò gli permette di digievolvere al suo livello mega: Imperialdramon. Il potere irradiante della Digievoluzione permette anche a Poromon e Upamon di arrivare ai loro livelli intermedi e ripristina l'abilità dei Digimon prescelti di prima generazione di digievolvere nuovamente al livello evoluto (o al livello mega, nel caso di Agumon e Gabumon).
Nell'episodio "Viaggio in America e a Hong Kong", Imperialdramon trasporta l'intera squadra dei Digiprescelti in giro per il mondo così da permettergli di aiutare i Digiprescelti degli altri paesi a radunare i Digimon rinnegati apparsi improvvisamente sulla Terra. In "Viaggio in Messico e in Russia", Imperialdramon arriva giusto in tempo per aiutare Sora e Yolei a combattere contro una mandria di Mammothmon in Russia.

#### Imperialdramon Fighter Mode
Imperialdramon Fighter Mode (インペリアルドラモン・ファイターモード) è una forma di livello mega alternativa ad Imperialdramon. Nell'Assetto da combattimento Imperialdramon è eretto sulle zampe posteriori in una posizione umana, la testa di drago diviene un ornamento del petto e al suo posto appare una testa umana azzurra con la cresta e la criniera della Dragon Mode. Pare che in questa forma la capacità di attacco di Imperialdramon sia triplicata.
Questa forma viene raggiunta per la prima volta nell'episodio "L'avversario". Quando compaiono il malvagio Digimon Demon e le sue Armate di Demon, Imperialdramon viene paralizzato dall'attacco di SkullSatamon subito dopo la sua Digievoluzione, corrompendo i suoi dati. Per liberare Imperialdramon, i Digimon prescelti originali regrediscono dal livello evoluto a quello intermedio e donano l'energia rimanente ad Imperialdramon, attivando il Cambio di Assetto.
Imperialdramon Fighter Mode successivamente elimina SkullSatamon, partecipa alla battaglia contro Demon, aiuta WarGreymon a sconfiggere BlackWarGreymon e infine distrugge MaloMyotismon. In Diaboromon Strikes Back! il Digimon appare per combattere Armageddemon dopo essere stato colpito dai missili lanciati dalla sua schiena, ma non riesce a sconfiggerlo nemmeno con la Luce Suprema, finché Omnimon non dona la sua energia e permette ad Imperialdramon Fighter Mode di cambiare assetto in Paladin Mode.

#### Imperialdramon Paladin Mode
Imperialdramon Paladin Mode (インペリアルドラモン・パラディンモード) è una forma alternativa ancora più potente di Imperialdramon, ottenuta dopo che Omnimon trasferisce la propria energia ad Imperialdramon Fighter Mode nel film Diaboromon Strikes Back!. Fisicamente si presenta identico ad Imperialdramon Fighter Mode, ma l'armatura diventa bianca e le ali argentate.
Nel quarto film dedicato al mondo dei Digimon, Imperialdramon Fighter Mode è intento a combattere Armageddemon usando il suo attacco Luce Suprema. Tuttavia, il Digimon non è abbastanza forte e rimane gravemente ferito nel contrattacco del Digimon malvagio. Omnimon, anch'egli gravemente ferito e praticamente fatto a pezzi dalle fruste laser di Armageddemon, trasferisce la sua energia rimanente ad Imperialdramon. Le braccia di Omnimon si separano dal corpo principale e regrediscono nuovamente in Agumon e Gabumon, mentre il suo corpo diviene la spada "Omni Sword". Imperialdramon Fighter Mode, afferrando la spada con le sue ultime forze, diventa Imperialdramon Paladin Mode e sconfigge Armageddemon caricandolo e poi trafiggendo il suo muso con la Omni Sword, generando quindi una esplosione sonica che trasforma Armageddemon in milioni di Kuramon, i quali vengono assorbiti dai cellulari delle persone che assistono allo scontro e poi imprigionati nell'Omni Sword.

## Accoglienza
Daniel Kurkland di Screen Rant ha classificato Imperialdramon Paladin Mode come il quarto Digimon più potente dell'intero franchise. Fiction Horizon ha classificato Imperialdramon Paladin Mode come il sesto Digimon più potente. Secondo WatchMojo, Imperialdramon Paladin Mode è il quinto Digimon più potente del franchise, Imperialdramon Fighter Mode il secondo miglior Digimon nato da una fusione mentre Imperialdramon il quinto miglior Digimon in generale. Robby di Honey's Anime ha considerato Paildramon come il Digimon con il design più bello. Ethan Supovitz di CBR ha classificato Veemon come il decimo Digimon partner più forte dell'intero franchise mentre Coby Greif dello stesso sito ha considerato Raidramon, Flamedramon e Magnamon rispettivamente come la quarta, la terza e prima miglior armor digievoluzione. Anthony Mazzuca dello stesso sito ha considerato Veemon come il decimo personaggio principale più forte.
In un sondaggio sulla popolarità di Digimon risalente al 2020, Veemon è stato votato come il nono Digimon più popolare mentre Paildramon come il settimo.